# Proteste gegen Donald Trump 2015–2017

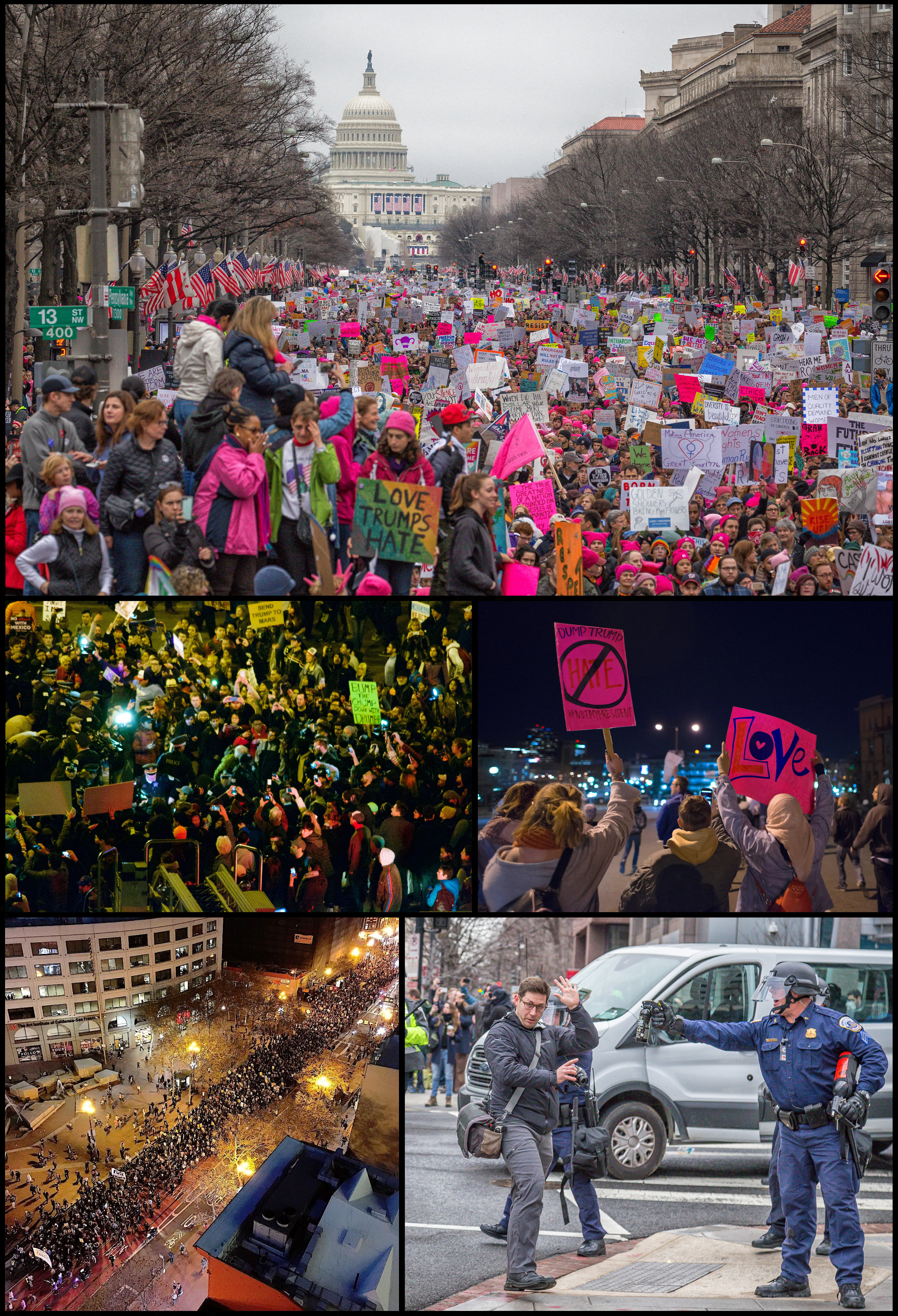
Proteste gegen Donald Trump im November 2016

Proteste gegen Donald Trump (Anti-Trump-Proteste, Widerstand gegen Trump, englisch Trump Resistance) behandelt öffentliche außerparlamentarische und bundesstaatliche Aktivitäten gegen die Politik des ehemaligen US-Präsidenten Donald Trump. Diese begannen in den USA während seines Wahlkampfs 2015/16, verstärkten sich nach seinem Wahlsieg am 8. November 2016 und setzten sich seit seiner Amtseinführung am 20. Januar 2017 in zunehmend institutionalisierter Form während seiner Präsidentschaft fort.

## Vereinigte Staaten

### Proteste im Wahlkampf
Seit Beginn seiner Kandidatur (16. Juni 2015) trat Trump mit zahlreichen Falschbehauptungen hervor, etwa zur Kriminalität nicht eingebürgerter Einwanderer, und setzte bestimmte Gruppen (unter anderen Afroamerikaner, Behinderte, Einwanderer, Homosexuelle, Mexikaner, Muslime, Medien, gegnerische Prominente) gezielt herab. Er kündigte unter anderem die Aufhebung des Krankenversicherungsgesetzes Obamacare, den Bau einer Mauer an der Südgrenze der USA, ein allgemeines Einreiseverbot für Muslime, die Wiedereinführung von Folter, die Ermordung von Familien islamistischer Terroristen und den möglichen Einsatz von Kernwaffen an. Damit bewirkte er vor seiner Wahl einen Rechtsruck in seiner Partei der Republikaner und danach eine enorme Zunahme von Hasskriminalität in den USA.
Darauf reagierten die Proteste. Vor allem Schüler, Studenten und Unterstützer gegnerischer Kandidaten störten Trumps Wahlkampfreden mit Zwischenrufen und organisierten Gegenkundgebungen. Dabei kam es zu Gewaltakten von Anhängern Trumps. Gegner machten Trumps eigene Rhetorik, Demagogie und Gewaltaufrufe dafür verantwortlich.
Ein ehemaliger Soldat der US Marines deckte im Mai 2016 auf, dass Trump Spenden für US-Veteranen, wie von ihm behauptet, nicht geleistet hatte, so dass dieser unter öffentlichem Druck eine Million US-Dollar nachzahlen musste. Aus solchen nicht parteipolitisch gebundenen Initiativen entstanden stärker vernetzte Initiativen an Universitäten, zum Beispiel gegen die von Trump angekündigten Maßnahmen einer Muslim-Kartei, Abschiebungen illegaler Einwanderer und Mittelentzug für die Organisation Planned Parenthood.

### Not my President
Auf Trumps Wahlsieg am 8. November 2016 und seine Selbstdarstellung als Präsident aller Amerikaner in der Siegesrede reagierten in den USA zehntausende Demonstranten, meist Schüler und Studenten, mit der Parole Not my President! („Nicht mein Präsident!“). Sie lehnten vor allem Rassismus und Einreiseverbote für Einwanderer ab. Dieselbe Parole hatte die Tea-Party-Bewegung gegen Trumps Amtsvorgänger Barack Obama gerichtet.
Viele Gegner Trumps bestreiten oder bezweifeln die Legitimität seiner Wahl: Er erhielt zwar die meisten Wahlmänner im Electoral College, aber nur die Stimmen von 26,3 Prozent aller registrierten Wahlberechtigten bei der schwächsten Wahlbeteiligung seit 20 Jahren und fast 2,9 Millionen weniger Wählerstimmen als seine Gegenkandidatin Hillary Clinton. Diese erhielt damit den historisch größten Stimmenanteil eines Wahlverlierers bei US-Präsidentschaftswahlen. Das befeuerte eine neue Debatte um das US-Wahlsystem. Zudem erhielt Trump in den drei Bundesstaaten Pennsylvania, Michigan und Wisconsin nur sehr knappe Mehrheiten, so dass die Gegenkandidatin Jill Stein (Green Party) anfangs eine Nachzählung gerichtlich durchzusetzen versuchte. Ferner ergab eine monatelange Untersuchung der US-Geheimdienste am 6. Januar 2017, dass Russland mit wahrscheinlich von Staatspräsident Wladimir Putin angeordneten Hackerangriffen die US-Wahlen beeinflusst hatte. Trump hatte russische Hackerangriffe im Wahlkampf selbst gefordert und sich auf deren Daten gestützt. Deshalb erklärte der Bürgerrechtler John Lewis als erster Kongressabgeordneter am 14. Januar 2017, Trump sei kein legitimer Präsident; er werde dessen Amtseinführung fernbleiben.

### Impeachment-Debatte
Nach Trumps Wahlsieg erörterten Kommentatoren aller politischen Lager die Gründe und Chancen für ein Amtsenthebungsverfahren. Zu den Befürwortern zählen der Filmemacher Michael Moore, der Kolumnist David Brooks und der Historiker Allan Lichtman. Der frühere Richter Bill Blum hält diese Debatte wegen der Mehrheitsverhältnisse in beiden Kongresskammern und der Machtfixierung der Republikaner für unrealistisch und verfrüht. Die rechtliche Begründung dafür sei jedoch schon möglich: Trump befinde sich wegen etwa 75 laufender Rechtsverfahren, über 500 Unternehmen im Ausland, weiterer im Inland sowie etwa einer Milliarde Schulden in offenen Interessenkonflikten und sei daher nach dem Ethics in Government Act von 1978 und Artikel I/9 der Verfassung der Vereinigten Staaten (Emoluments Clause) als Präsident ungeeignet. Einen glaubwürdigen Blind Trust habe er verweigert. Schon etliche seiner Wahlkampfversprechen seien verfassungswidrig gewesen. Somit drohe eine schwere Verfassungskrise, auf die die Opposition sich vorbereiten müsse.

### Einfluss auf Kongressabgeordnete
Michael Moore hatte die Demokratische Partei seit Juli 2016 vor Trumps möglichem Wahlsieg gewarnt und fordert seitdem: Die Bevölkerung müsse sich die Partei zurückerobern, ihren Parteivorstand absetzen, jeden allzu kompromissbereiten demokratischen Abgeordneten zum Rücktritt zwingen, rasch und entschieden eine starke außerparlamentarische Opposition bilden und vom Parteivorstand eine Entschuldigung beim in den Vorwahlen unterlegenen Kandidaten Bernie Sanders fordern, der eine größere Siegeschance gehabt habe. Das Electoral College sei abzuschaffen, der US-Präsident nur noch durch Direktwahl zu bestimmen, auch Straftätern das Wahlrecht zu geben und Wahlen an einem Sonn- oder Feiertag abzuhalten.
Der frühere Arbeitsminister Robert B. Reich schlug Anfang 2017 zwölf Widerstandsmethoden vor, um Trumps Abwahl vorzubereiten: 1. die US-Senatoren und Abgeordneten mit ständigen Telefonanrufen zur kompromisslosen Opposition gegen Trumps Vorhaben verpflichten, 2. monatlich fortgesetzte Märsche und Demonstrationen, um die Oppositionsforderungen öffentlich präsent zu halten, 3. Städte und Bundesstaaten zur Nichtzusammenarbeit mit Bundesbehörden bei Massenabschiebungen verpflichten, 4. alle Produkte und Unternehmen Trumps und seiner Familienangehörigen boykottieren, 5. die Gefahren der Politik Trumps in Leserbriefen an örtliche Medien beschreiben, 6. Tagesnachrichten über Trumps Aktionen in sozialen Medien verbreiten, 7. an die wirksamsten Oppositionsgruppen spenden, darunter die American Civil Liberties Union (ACLU), Common Cause, das Southern Poverty Law Center, das Economic Policy Institute, Inequality Media und MoveOn.org; 8. den Widerstand mit optischen Mitteln (Aufklebern, Aufdrucken usw.) sichtbar machen, 9. fortschrittliche Politik (darunter Umweltschutz, Steuerprogression, höherer Mindestlohn, Beendigung von manipulativen Wahlkreiszuschnitten und Masseneinkerkerung) auf kommunaler und regionaler Ebene fördern, 10. lokale Initiativen zur Abschaffung des Electoral College starten und Bezirksabgeordnete zum Abstimmen nach der realen Stimmenmehrheit verpflichten, 11. auch Trump-Anhänger und Unabhängige auf diese Schritte ansprechen und sie dafür gewinnen, 12. Familientreffen und gemeinsame tägliche Beiträge zu den vorgenannten Schritten vereinbaren.
Auf Initiative von unter Korruptionsverdacht stehenden Abgeordneten beschloss der Fraktionsvorstand der Republikaner im US-Repräsentantenhaus am 2. Januar 2017 in nichtöffentlicher Sitzung ohne Abstimmung, das 2008 gegründete parteiunabhängige Ethik-Büro des Kongresses aufzulösen. Infolge einer enormen Protestwelle auch aus Wahlkreisen und einer Rüge Trumps zog der Fraktionsvorstand den Beschluss am Folgetag zurück.
Seit dem Wahltag wollen viele neue Initiativen Druck auf den US-Kongress ausüben, sich gegen Trumps Politik zu stellen. Davon stuft die Zeitschrift The Nation einige als besonders aussichtsreich ein:
- Indivisible, eine Gruppe ehemaliger Kongressmitarbeiter. Diese verfassten den Indivisible Guide als allgemeinverständliche Anleitung, Kongressabgeordnete effektiver unter Druck zu setzen. Er wurde in den ersten Tagen etwa 1,5 Mio. mal heruntergeladen.[22]
- #KnockEveryDoor, gegründet von Zack Malitz, will parteipolitisch ungebundene Freiwillige für Nachbarbesuche und kommunale Überprüfungen von Abgeordneten aktivieren.
- Movement 2017, gegründet von Billy Wimsatt, ist eine Webseite, die wenig bekannte lokale Initiativen, die keine Geldgeber haben, prüft, bewertet, dann finanziell unterstützt und Spenden für sie bewirbt.
- Movement Match, gegründet von Talia Cooper, Pippi Kessler, Sonia Alexander und David Mahfouda, besteht aus 70 Freiwilligen. Sie vermitteln politisch unerfahrene Personen, die sich engagieren wollen, mit einem ausgearbeiteten Quiz an für sie passende, von erfahrenen Aktivisten geleitete Protestgruppen in ihrer Nähe. Über 10.000 Personen haben bisher an dem Quiz teilgenommen. Die regionale Gruppendatei soll landesweit ausgeweitet werden.
- Operation 45 ist eine von Ryan Shapiro und Jeffrey Light gegründete Initiative, die Anfragen an Regierungsbehörden nach dem Freedom of Information Act vorbereitet und Anfragen anderer Gruppen professionell unterstützt. Die Initiatoren entschieden sich aufgrund Trumps Wahlsieg, ihre bisher ehrenamtliche Arbeit in Vollzeit fortzuführen.
- Run for Something (Mitgründerin: Amanda Litman) rekrutiert und unterstützt progressive „Millennials“ (ab dem Jahr 2000 Geborene) als Kandidaten für lokale politische Ämter. Angeboten haben sich bereits 3.000 Interessierte.
- Swing Left (Mitgründerin: Miriam Stone) versucht neue junge Kandidaten für Kongressämter zu gewinnen, um Wahldistrikte mit vielen Wechselwählern „umzudrehen“ und so bei den Kongresswahlen 2018 eine Mehrheit für die Demokratische Partei in den legislativen Kammern Senat und Repräsentantenhaus zu erreichen. Bisher sollen sich dort 280.000 Personen registriert haben.

Eine erste Protestwelle richtete sich gegen das Abstimmungsverhalten demokratischer Senatoren zu Trumps Kabinettskandidaten. Dianne Feinstein versprach daraufhin am 31. Januar 2017, auf jeden Fall gegen Jeff Sessions als Justizminister zu stimmen. Auch der Fraktionsführer Chuck Schumer und die Vertreter des linken Parteiflügels Bernie Sanders und Elizabeth Warren erhielten Proteste, weil sie Trump beim Aufkündigen der Freihandelsverträge, Infrastrukturprojekten und Reformen von Obamacare Zusammenarbeit angeboten hatten. Die vielen Proteste überraschten die Parteiführung und verdrängten die anfängliche Diskussion, ob man sich eher auf die weiße Mittelschicht ländlicher Trumpwähler im Rust Belt zubewegen oder sich eher an der urbanen, jungen Koalition der verschiedenen Minderheiten ausrichten solle, die Obama 2008 zum US-Präsidenten gewählt hatte. Sie stärkten die Bereitschaft demokratischer Senatoren, Trumps übrige Kandidaten möglichst zu blockieren, und den linken Parteiflügel, der eine entschiedene Opposition zu Trumps gesamter Politik fordert. Trotz antikapitalistischer Einstellung der meisten „Millennials“ bekräftigte die Fraktionsvorsitzende Nancy Pelosi jedoch, die Demokraten seien Kapitalisten.
Nach dem Indivisible Guide bildeten sich viele Ortsgruppen, die die Taktiken der Tea-Party-Bewegung gegen Trump und ihn unterstützende Republikaner anwenden und dazu Town-Hall-Treffen von Kongressabgeordneten mit Wählern ihrer Bezirke besuchen. Die Proteste richten sich unter anderem gegen die Abschaffung von Obamacare, den Mauerbau, Trumps Weigerung, seine Steuerzahlungen aufzudecken, russische Einflussnahme auf die Wahlen und die Wahl von Betsy DeVos zur Erziehungsministerin. Die Treffen wurden aufgezeichnet und Beispiele kritischer Fragen wurden über Twitter verbreitet. So protestierten viele Besucher am 9. Februar 2017 gegen Jason Chaffetz, Diane Black, Mike Sparks und Justin Amash, am 18. Februar 2017 gegen Tom Reeds, Tim Scott und Mark Sanford, ab 20. Februar gegen David Brat, Bill Cassidy, Tom Cotton, Charles E. Grassley und Dave Reichert. Manche Abgeordnete machten deswegen Zusagen, die ihren früheren Aussagen widersprachen, und versprachen, beliebte Teile von Obamacare zu behalten. Andere wichen den Town Halls aus, so Marco Rubio, Patrick J. Toomey, Elise Stefanik, Louie Gohmert. In deren Wahlbezirken wurden daraufhin trotzdem Treffen veranstaltet, deren Besucher Feigheit der Abgeordneten anprangerten und sie über veröffentlichte Suchanzeigen lächerlich machten. Manche betroffenen Abgeordneten stellten den Zorn der Besucher als inszenierte Einschüchterungsversuche von angereisten und bezahlten Gegnern dar. Jedoch fanden einige der heftigsten Proteste in US-Bundesstaaten mit traditioneller Republikanermehrheit statt und wurden von politisch bislang inaktiven konservativen Wählern besucht und organisiert. Aktivisten von Indivisible sahen Versuche, die Proteste beiseite zu wischen, als Ansporn, sie zu steigern.

### Boykottbewegung
Seit Trumps Wahl rufen Gegner wie der Sportler Kareem Abdul-Jabbar, Gruppen mit Namen wie GrabYourWallet („Greif deinen Geldbeutel“) und The Donald J Trump Resistance zum Boykott seiner Produkte, Firmen, Spender- und Unterstützerfirmen auf. Sie reagieren damit auf Boykottaufrufe und Twitter-Drohungen Trumps gegen seine Gegner, auf die erhebliche Wertsteigerung der Marke Trump im Wahlkampf, seine Weigerung, sich glaubwürdig von seinen Geschäften abzukoppeln, und seine Interessenkonflikte, da er als Präsident politische Beziehungen zu Staaten pflegt, in denen er Firmen, Hotels und Golfplätze besitzt, über Banken entscheidet, von deren Krediten er abhängt, und über Pipelines, an deren Betreiberfirmen er Anteile hat.
Trumps Tochter Ivanka Trump hatte den Wahlkampf zur Werbung für ihre Produkte benutzt und deren Absatz so um ein Vielfaches gesteigert. Daraufhin wurde in sozialen Medien zum Boykott ihrer Produkte aufgerufen. Sieben Firmen, darunter Nordstrom, nahmen diese Produkte nach Absatzeinbußen bis zum 9. Februar 2017 aus ihrem Sortiment. Trumps empörte Reaktion darauf ließ Nordstroms Aktienwert nur kurz sinken und anschließend noch steigen. Für GrabYourWallet zeigt das die Wirksamkeit der Boykotte.

### DisruptJ20
Seit November 2016 bildeten Antifaschisten um Legba Carrefour das Netzwerk DisruptJ20, um die Feiern zu Trumps Amtseinführung mit Blockaden aller wichtigen Verkehrsknotenpunkte in Washington D.C. zu stören, zu be- oder verhindern. Am 14. Januar 2017 veröffentlichten rechtspopulistische Medien wie Breitbart ein heimlich gefilmtes Video von der Planung einer Attacke mit Stinkbomben und Auslösen des Feueralarms auf den DeploraBall, der am 19. Januar 2017 im nationalen Presseclub stattfinden sollte. Daraufhin erklärten die Aktivisten, sie hätten gewusst, dass Trump-Anhänger ihr Treffen filmten, und ihnen etwas vorgespielt, um sie zu täuschen. Man werde vor dem Presseclub ein Picknick veranstalten und Besucher des Balls filmen, etwa um sie beim Hitlergruß zu ertappen. Sie planten zudem eine Tanzparty vor dem Mietshaus von Vizepräsident Mike Pence und Protestmärsche während der Einführungszeremonie am 20. Januar 2017. Nachdem die lokale Polizei ihrerseits Blockaden vieler Zufahrtsstraßen bekannt gegeben hatte, erklärte Legba Carrefour am 17. Januar 2017, man habe die Blockadepläne absichtlich übertrieben, um Panik zu erzeugen und Besucher abzuschrecken. Man werde am nächsten Vormittag nur eine einzige Brücke blockieren. An dieser Blockade nahmen Aktivisten der Standing Rock Reservation und der Bewegung Black Lives Matter teil. Am Folgetag demonstrierten Antifaschisten in Washington D.C. gegen die „illegitime“ Regierung von Trump.

### Women’s March
Am 21. Januar 2017 demonstrierten beim Women’s March on Washington etwa 500.000 Menschen in Washington, D.C. gegen Trumps Regierung. In Los Angeles demonstrierten 750.000, in den USA insgesamt zwischen vier und fünf Millionen Menschen. Dies war die mit Abstand größte Protestdemonstration in der Geschichte des Landes. Die Massenproteste erhielten nach Umfragen in der US-Bevölkerung weit mehr Zustimmung als vergleichbare Proteste gegen Barack Obama. Hohe Anteile der befragten US-Bürger erklärten sich im Vorfeld zu stärkerem politischem Engagement gegen Trump bereit. Dabei spielten dessen bekannte sexistische Aussagen eine große Rolle.
Hauptparole war „Frauenrechte sind Menschenrechte“. Hauptthema waren sexuelle und reproduktive Gesundheit und Rechte, die Trumps Mittelentzug für Planned Parenthood und Ernennung konservativer Verfassungsrichter bedrohe.
Als Ziele nannte die Plattform unter anderen Haftung für Polizeibrutalität, Abbau von geschlechterspezifisch und rassisch bedingten Ungleichheiten im Kriminaljustizsystem, Freiheit von sexueller Gewalt, Anerkennung von Hausarbeit und Pflege als Arbeit, das Streikrecht für einen dem Lebensunterhalt angemessenen Mindestlohn, Solidarität mit und Rechtsschutz für Sexarbeiter und gleichen Lohn für Frauen aus der Gruppe der People of Color. Damit wurden Forderungen anderer Initiativen integriert, deren Protest sich nicht auf Trumps Politik beschränkt.
Die Frauenmärsche in den USA wurden von vielen lokalen Kleingruppen dezentral organisiert, von denen viele erst seit Trumps Wahlsieg entstanden waren und sich erstmals politisch engagieren. Sie treffen sich wöchentlich zu einem „Widerstandstag“ oder zu bestimmten Themen wie Umweltschutz, Einwanderung, Krankenversicherung. Die Hauptorganisatoren rufen über eine Webseite zu „10 Aktionen in 100 Tagen“ auf, zunächst dazu, US-Senatoren anzuschreiben oder anzurufen, um Einfluss auf die im Senat verhandelte Kabinettsbildung Trumps zu nehmen. Mit weiteren Aktionen soll die hohe Bereitschaft zum Engagement in eine Widerstandsbewegung überführt werden.
Beim jährlichen „Marsch für das Leben“ demonstrierten am 21. Januar 2017 in Washington, D.C. mehrere tausend Abtreibungsgegner gegen die Ziele des Frauenmarsches. Vizepräsident Mike Pence trat als Hauptredner auf und kündigte die Einstellung und das Verbot aller Staatszuschüsse für Abtreibungsanbieter und die Nominierung eines neuen Verfassungsrichters an. Dieser soll frühere Urteile aufheben, die Frauen eine Abtreibung unter bestimmten Umständen erlauben.
Ein Jahr nach Trumps Amtsantritt demonstrierten am 20. Januar 2018 erneut mehrere hunderttausend Menschen in vielen US-Städten wie beispielsweise Washington, New York, Los Angeles und Chicago, um gegen Trumps Politik und Frauenfeindlichkeit zu protestieren. An den Protestaktionen nahmen zudem Scarlett Johansson, Mila Kunis, Viola Davis, Natalie Portman sowie Eva Longoria teil, um für Frauenrechte einzutreten.

### Gegen Pipeline-Projekte
Trumps Erlasse vom 24. Januar 2017 zum Weiterbau der Keystone-Pipeline und der Dakota Access Pipeline (DAPl) lösten heftigen Protest vieler Umweltinitiativen und Vertreter der Indianer Nordamerikas in den USA aus. Deren bestehende Organisationen kündigten die Wiederaufnahme und Verstärkung ihres bisherigen Widerstands an.
Der Betreiber Energy Transfer Partners betrachtet Trumps Wahlsieg als Legitimation für den ungebremsten Weiterbau seiner Pipelines. Darum vernetzt sich die überregionale Protestbewegung zunehmend mit örtlichen Widerstandsgruppen gegen Projekte wie die Bayou Bridge Pipeline in Napoleonville (Louisiana).
Am 7. Februar 2017 erlaubte die zuständige Behörde der US-Armee den Weiterbau der DAPl noch vor Abschluss der Umweltverträglichkeitsprüfung. Sie folgte damit Trumps Anordnung vom 24. Januar, den Bau im Interesse einheimischer Erdöl- und Erdgaskonzerne zu beschleunigen. Da die dortigen Sioux überregional angereiste Protestler im Dezember 2016 gebeten hatte, das Widerstandsdorf auf dem Gelände der Standing Rock Reservation zu verlassen, hielten sich dort im Februar 2017 nur noch einige hundert Aktivisten auf. 74 davon hatte die Polizei Ende Januar inhaftiert. Stammesvertreter wollen den Bau mit Rechtsklagen aufhalten: Die Umweltverträglichkeitsprüfung sei zu Unrecht abgebrochen, die Pipelineroute zu Unrecht durch ihr Land gelegt worden, die Betreiber hätten ihre Risikoanalysen nicht aufgedeckt. Die Vertreter indigener Völker der USA planten gemeinsam mit den Sioux für den 10. März 2017 einen Protestmarsch auf Washington D.C. und rechneten mit landesweitem Zulauf.

### Gegen das Einreiseverbot

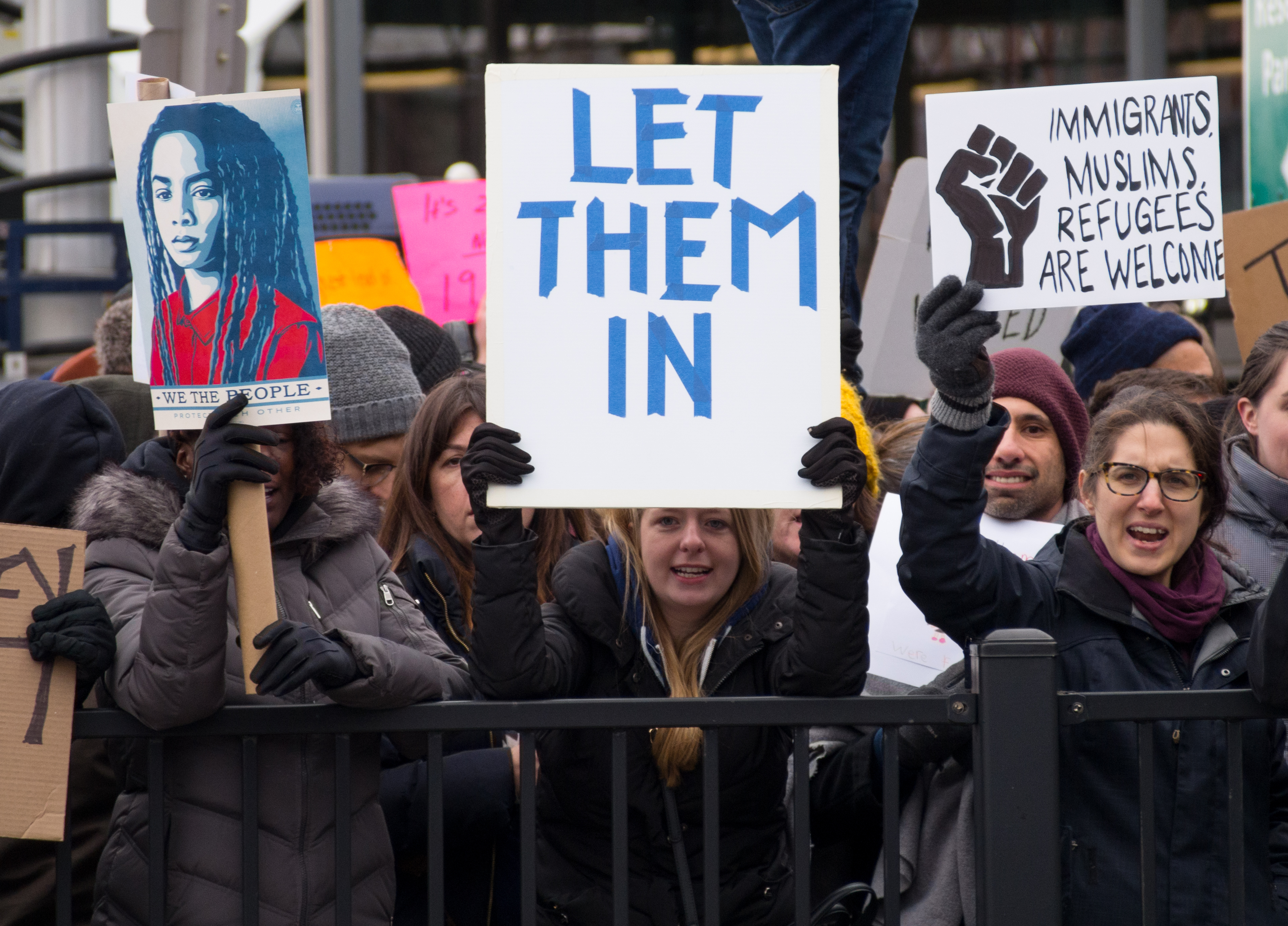
Proteste am John F. Kennedy International Airport in New York City gegen Trumps Einreiseverbot

Am 27. Januar 2017 verhängte Trump mit dem Präsidialerlass 13769 ein auf 90 Tage befristetes Einreiseverbot für Staatsangehörige aus sieben mehrheitlich muslimischen Staaten und ein unbefristetes Einreiseverbot für syrische Flüchtlinge. Daraufhin protestierten spontan Zehntausende an vielen Flughäfen der USA und zahlreiche Organisationen, Politiker und Prominente weltweit. Rechtsanwälte boten vom Einreiseverbot betroffenen, oft inhaftierten Fluggästen kostenlose Rechtshilfe an. Das Übernachtungsportal Airbnb gewährte ihnen bis zum Verfahrensabschluss kostenlose Unterkünfte. Bundesanwälte der Bundesstaaten Washington und Minnesota klagten gegen das Dekret, unterstützt von vielen hochrangigen Diplomaten, Sicherheitsexperten, 280 Juraprofessoren. Kritik übten auch fast 100 einflussreiche Technikunternehmen, darunter Google, Apple, Microsoft, Twitter und Tesla. Die Firma Starbucks will in den nächsten Jahren 10.000 Flüchtlinge einstellen. Viele Werbespots für die Super Bowl (5. Februar 2017) bezogen sich kritisch auf Trumps gegen Zuwanderer und Flüchtlinge gerichtete Politik.
Am 29. Januar 2017 streikten die Taxifahrer von New York City am JFK-Flughafen eine Stunde lang gegen das Einreiseverbot. Das Unternehmen Uber bot während des Streiks kostengünstige Fahrdienste an, verlor deswegen aber nach einem Twitteraufruf (#DeleteUber) in der Folgewoche 200.000 Kunden. Daraufhin verließ der Uber-Vorsitzende Travis Kalanick am 2. Februar 2017 Trumps Wirtschaftsberatungsstab.
Am 2. Februar 2017 demonstrierten in Brooklyn (New York City) tausende aus dem Jemen stammende US-Bürger gegen das Einreiseverbot, das viele ihrer Angehörigen direkt betrifft. Bürgermeister Bill de Blasio solidarisierte sich mit ihrem Protest. Viele Teilnehmer schlossen dazu ihre Bodegas und andere Läden. Über 1000 Geschäfte beteiligten sich an diesem Streik. Abends vollzogen die Muslime unter den Teilnehmern ein großes öffentliches Gebet an der Brooklyn Borough Hall.
Am 3. Februar 2017 hob Bundesrichter James Robart (Washington) das Dekret als mit der Verfassung unvereinbar vorläufig landesweit auf. Die Regierung kündigte Rechtsschritte bis hin zum Supreme Court an. Trump setzte den Bundesrichter als „sogenannten“ Richter herab und machte ihn für mögliche künftige Terroranschläge von eingereisten Muslimen verantwortlich. Dies wurde weithin als Angriff auf die Unabhängigkeit der Justiz und damit auf die Gewaltenteilung verstanden und verstärkte die Proteste gegen das Dekret und gegen Trumps Kandidaten für den Supreme Court im US-Senat.
Am 4. Februar 2017 besuchte Trump sein Clubhaus Mar-a-Lago in Palm Beach (Florida). Dort protestierten Tausende gegen sein Dekret. Am selben Tag demonstrierten beim historischen Stonewall Inn (New York City) tausende Mitglieder der LGBTQ-Community in Solidarität mit den vom Einreiseverbot Betroffenen. Weitere Proteste mit tausenden Teilnehmern gab es an der City Hall (San Francisco), in Washington, D.C., Los Angeles und Toronto (Kanada).
Am 19. Februar 2017 demonstrierten einige tausend Angehörige verschiedener Religionen unter dem Motto Today, I am a Muslim too („Heute bin auch ich ein Muslim“) auf dem Times Square in Manhattan gegen Trumps Einreiseverbot und die seit seiner Wahl sprunghaft gestiegenen Angriffe auf Muslime in den USA. Der Musikunternehmer Russell Simmons initiierte diese Solidaritätsveranstaltung.
Am 21. Februar 2017 hängten Aktivisten des Twitterkontos Alt Lady Liberty als Protest gegen Trumps Einreiseverbot ein riesiges Transparent mit der Aufschrift Refugees welcome an die Freiheitsstatue in Manhattan.

### Gegen Deportationen und Mauerbau

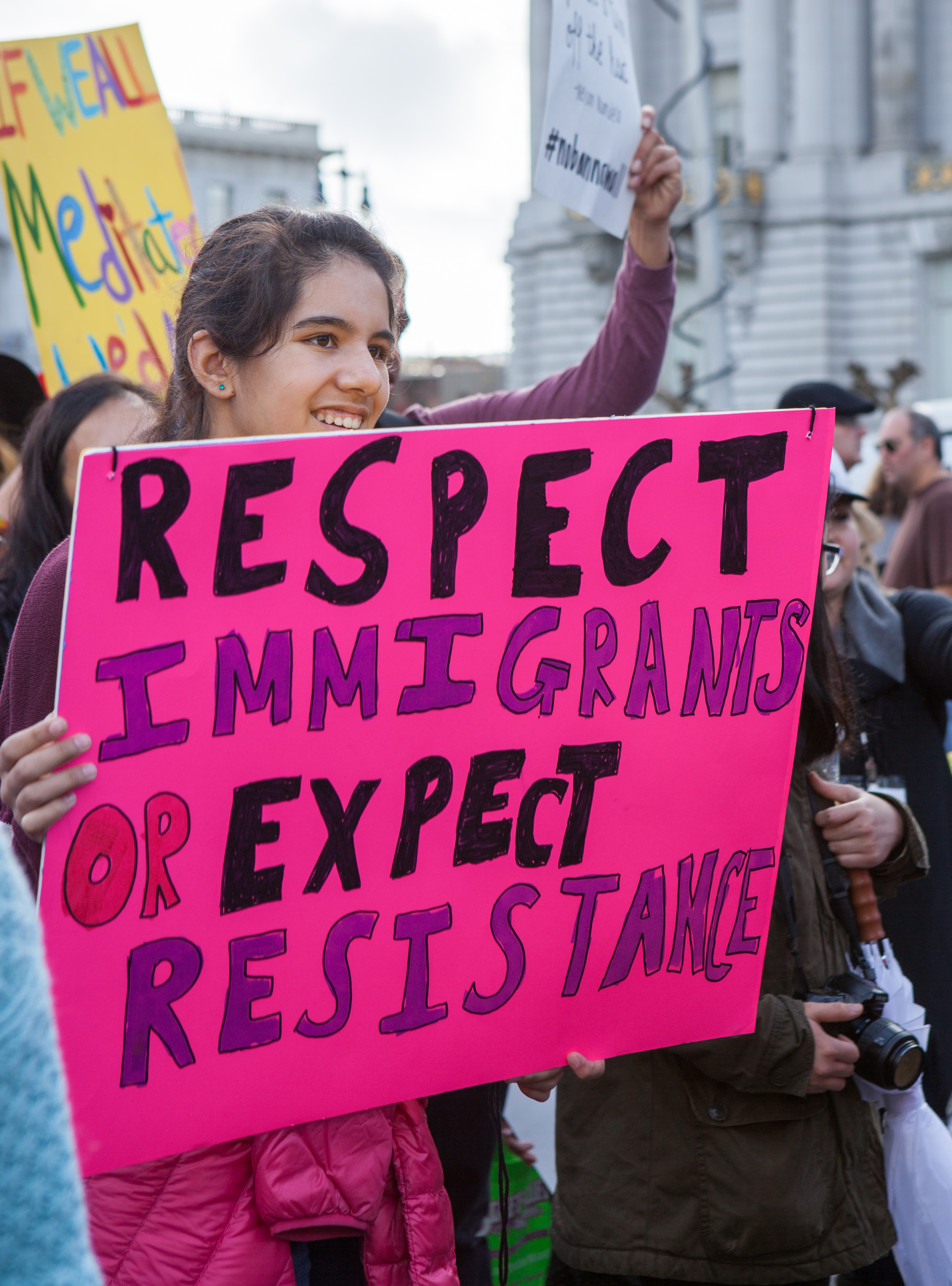
Protestschild in San Francisco, 4. Februar 2017

Schon 2015 in Trumps Wahlkampf erklärten einige Kommunen und die Bundesstaaten Kalifornien, Connecticut und Rhode Island, den dort lebenden Einwanderern Zuflucht (sanctuaries) zu bieten und bei ihrer Abschiebung nicht mit den Bundesbehörden zusammenzuarbeiten. Trump drohte ihnen daraufhin mit dem Entzug von Bundeszuschüssen. Dies würde besonders Strafverfolgungsbehörden treffen. Gleichwohl haben einige Städte Gesetze gegen Polizeiverhöre zum Einwandererstatus erlassen, örtliche Ausweise an Einwanderer ausgegeben und Fonds für Rechtshilfen in Abschiebeverfahren eingerichtet. Chicago bildet 200 „Gemeindenavigatoren“ für Einwanderer aus und stellte Juristen für 2017 erwartete 1000 Fälle ein. Man hofft, Abschiebungen rechtlich zu verzögern und die Kosten dafür so zu steigern, dass der Kongress Trump die nötigen Mittel dafür nicht bewilligt.
Im Großraum von Chicago bilden sich Netzwerke von Nachbarschaftsgruppen, Kirchengemeinden und Schulen, die sich Deportationen von nicht eingebürgerten Einwanderern gemeinsam entgegenstellen wollen. Sie halten am Ziel der Einbürgerung von etwa acht Millionen Einwanderern fest und sind sich bewusst, dass deren Abschiebung legal wäre, ihre Blockadeaktionen nicht.
In Austin (Texas) kämpft die Gruppe Grassroots Leadership (Bob Libal) seit 2009 gegen Ausbeutung, Masseneinkerkerung und Deportation von Gefangenen. Seit Trumps Wahl trainiert die Gruppe Bürger darin, Festnahmen und Abschiebung von Einwanderern vor Ort zu verhindern. Sie bilden Telefonketten, um rasch viele Protestler für gewaltfreie Sitzstreiks auf der Straße gegen Polizeistreifen zu mobilisieren. People’s Action (George Goehl) bietet landesweit mit über einer Million Freiwilligen und 600 bezahlten Organisatoren ebenfalls Trainings in gewaltfreier direkter Aktion und Vernetzung gegen Deportationen. Sie veranstalten gemeinsam mit der Gruppe Working Families Party seit 24. Januar 2017 wöchentlich einen „Widerstandsdienstag gegen Trump“ in über 100 Städten. Sie planen für April 2017 in Washington, D.C. eine dreitägige Rise Up Convention. Freiwillige wollen mit demokratischen Abgeordneten Hausbesuche bei Trumpwählern im Rust Belt machen und den Widerspruch von Trumps Handeln zu seinen Wahlkampfversprechen verdeutlichen.
Am 6. Februar 2017 begann die Behörde Immigration and Customs Enforcement (ICE) damit, hunderte Einwanderer ohne gültige Papiere festzunehmen und abzuschieben. Sie befolgte damit Trumps Anordnung vom 25. Januar, mit der er ein bestehendes Gesetz, Straftäter unter den geschätzten elf Millionen illegal in den USA lebenden Einwanderern abzuschieben, auf Bagatelldelikte und nicht verurteilte Personen ohne Papiere ausgedehnt hatte. Das betrifft bis zu drei Millionen Einwanderer. Die Behörden stellten die Aktionen als Routine dar, die sich auf sechs Städte beschränke und überwiegend gegen Schwerverbrecher richte. Beobachter konstatierten jedoch eine Zunahme von Festnahmen, Straßen-, Haus- und Passkontrollen und Abschiebungen aus zehn Bundesstaaten, auch von jahrzehntelang geduldeten Personen ohne Vorstrafen. Einwandererinitiativen reagierten alarmiert. Spanischsprachige Radiosender klärten Betroffene stündlich über ihre Rechte auf. Manche Zielpersonen versteckten sich vor dem Zugriff der ICE-Agenten. Einige Lokalpolitiker forderten Aufklärung von der ICE, welche der Zielpersonen tatsächlich kriminell und gefährlich seien. Manche Aktivisten vermuten, die verschärften Festnahmen seien Trumps Vergeltung an Städten, die sich Einwanderern als Zufluchtsort angeboten hatten. Gegner Trumps blockierten am 9. Februar bei Los Angeles eine Autobahn. Weitere Proteste folgten am 10. Februar in New York City und Los Angeles.
Am 13. Februar 2017 demonstrierten über zehntausend Menschen lateinamerikanischer Herkunft unter dem Motto A Day Without Latinos, Immigrants and Refugees („Ein Tag ohne Latinos, Einwanderer und Flüchtlinge“) in Milwaukee (Wisconsin) gegen Trump, die ICE und den Bezirkssheriff David A. Clarke. Sie verlangten seinen Rücktritt, weil er beim Abschieben von Einwanderern mit der ICE zusammenarbeiten wollte. Trump begrüßte die bisherigen ICE-Aktionen und kündigte an, sie auszuweiten.
Am 16. Februar 2017 schlossen beim landesweiten Day without Immigrants („Tag ohne Einwanderer“) tausende Restaurants, Geschäfte und Unternehmen, Schüler blieben zuhause und Einwanderer demonstrierten gegen Trumps Deportations- und Mauerpläne. Einwanderer stellen die Mehrheit der Arbeiter und Angestellten in der Gastronomie der USA, besonders in Großstädten. Geschätzte 1,3 Millionen davon besitzen keine förmliche Aufenthaltsberechtigung für die USA. Die Streikaufrufe entstanden in sozialen Medien, knüpften aber an historische Vorläufer an. Deren Wirkung auf die damalige Einwanderungspolitik blieb begrenzt. Wegen ihrer Teilnahme wurden bis zum 20. Februar 2017 über 100 Personen entlassen. In sozialen Medien wurde daraufhin aufgerufen, sie wiedereinzustellen oder die entlassenden Firmen zu boykottieren.

### Streiks
Am 30. Januar 2017 schlug die New Yorker Schriftstellerin Francine Prose einen gewaltfreien landesweiten Generalstreik gegen Trump nach europäischer Tradition vor. Sie verwies dazu auf die unmittelbaren Erfolge der spontanen Flughafenproteste gegen Trumps Einreiseverbot. Man komme nicht um unbequeme und Abläufe unterbrechende Aktionsformen herum, da die Regierung Massendemonstrationen wie den Frauenmarsch zu leicht ignorieren könne. Seitdem wurde in sozialen Medien unter dem Hashtag #National Strike darüber diskutiert. Als Streiktermine waren der 17. Februar (Freitag vor dem arbeitsfreien Washington’s Birthday), der 8. März (Internationaler Frauentag), der 4. April (Jahrestag der Ermordung Martin Luther Kings 1968) und der 1. Mai (traditioneller Feiertag der Arbeiterbewegung) 2017 im Gespräch. Gestreikt werden soll gegen Trumps Einreiseverbote, seine geplante Grenzmauer, die Streichung der Gesundheitsreform und für gerechte Löhne. Ein Vorbild ist der erfolgreiche Streik der Frauen in Island im Herbst 1975. In den USA waren Generalstreiks viel seltener als in Europa und wurden oft gewaltsam niedergeschlagen. Die Bewegung Occupy Wall Street rief 2011 letztmals und erfolglos zu einem Generalstreik auf.
Der erste Streiktermin sollte mit freiwilliger Sozialarbeit vor Ort verbunden sein und Kongressabgeordnete zum Verteidigen der US-Verfassung auffordern. Am 6. Februar riefen einige Feministinnen, darunter Angela Davis, zum Generalstreik am 8. März 2017 auf. Trumps Misogynie habe den Frauenmarsch ausgelöst, aber Frauen würden schon lange vorher angegriffen. Alle Faktoren, die sie unterdrücken, seien zugleich zu thematisieren: männliche Gewalt, Prekarisierung der Arbeit, Lohnungleichheit, Homophobie, Transphobie und fremdenfeindliche Einwanderungspolitik. Daraus könne eine neue internationale Frauenbewegung mit erweiterter Agenda gegen Rassismus, Imperialismus, Hetero-Sexismus und Neoliberalismus entstehen. Am 14. Februar 2017 riefen auch die Leiterinnen des Women’s March zu einem „Tag ohne eine Frau“ am 8. März 2017 auf und luden dazu ein, den 17. Februar zur Vorbereitung zu nutzen. Für diesen Ersttermin hatten sich zehntausende Teilnehmer angekündigt.

### Bundesstaaten
Neben Schutzmaßnahmen für Einwanderer und Familienplanung und Rechtsklagen gegen das Einreiseverbot erproben einige von den Demokraten regierte Bundesstaaten verschiedene Resolutionen, Eingaben oder Gesetze gegen Trumps Politik. Kalifornien beschloss eine Resolution zur Abschaffung des Electoral College. Eine kalifornische Staatssenatorin verlangt, Melania Trumps Einwanderungspapiere vorzulegen. Andere fordern, Trump University, seine mögliche Verwicklung in illegale Finanzgeschäfte und russische Eingriffe in die Wahl von 2016 staatlich zu überprüfen. Illinois, New Mexico und Kalifornien lassen künftig nur Namen von Präsidentschaftskandidaten auf die Wahlzettel drucken, die ihre Steuerzahlungen vorher aufgedeckt haben. Illinois und New York belegen Unternehmen, die Verträge zum Bau der Grenzmauer nach Mexiko abschließen, mit Bußgeldern und kündigen deren Pensionsfonds. Illinois lud Mexikos Präsident Enrique Peña Nieto als Redner über die schädlichen Folgen der Grenzmauer für die beiderseitigen Beziehungen ein. Weitere Gesetze sollen Frauen vor Strafen für Abtreibungen schützen, falls der Supreme Court die bisherige Erlaubnis dazu aufhebt. Erwartet werden auch Schutzmaßnahmen für LGBT-Rechte und gegen Polizeiübergriffe. Das soll andere Bundesstaaten und Kongressabgeordnete zu ähnlichen Maßnahmen anreizen.

### Künstler, Satiriker, Schauspieler
Satiriker, Kabarettisten und Komödianten wie Seth Meyers (Late Night) und John Oliver (Last Week Tonight) hatten Trumps Kandidatur anfangs als Witz und Material für Witze begrüßt. Manche Fernsehunterhalter wurden jedoch als zu sanft kritisiert. So hatte Jimmy Fallon (Tonight Show) Trump im Wahlkampf mit Durchkämmen seines Haares annehmbar gemacht. John Oliver bereute 2016 seinen Kandidaturwunsch und widmete sich mit der Kampagne Make Donald Drumpf Again Trumps narzisstischen und autoritären Tendenzen. Alec Baldwins Darstellung Trumps bei Saturday Night Live (SNL) verärgerte diesen so stark, dass er die Show abzusetzen empfahl. Jedoch trug die Verschmelzung von Politik und Unterhaltung zu Trumps Wahlsieg bei. Daher war manchen wie Judd Apatow danach nicht nach Comedy zumute. Trevor Noah (Daily Show) und Kate McKinnon (SNL) drückten zuerst nur den Zorn der Wahlverlierer aus. Satire schien ihre frühere kritische Kraft bei Wählern eingebüßt zu haben und nur noch Lachreflexe statt Nachdenken auszulösen, weil die Satiriker Teil der liberalen städtischen Elite waren, manche auch Trumps Wähler veralberten und daher nicht mehr als Interessenvertreter der „kleinen Leute“ erschienen. Jon Stewart hatte dagegen seine satirische Kritik stets auf jeweils regierende Politiker konzentriert. Trump beklagte sich seit seinem Amtsantritt mehrmals über Sketche von SNL, so einen, der ihn als von seinem Berater Stephen Bannon manipuliert darstellt.
Viele Prominente nutzten Auftritte und Preisverleihungen für öffentliche Stellungnahmen gegen Trump, etwa die Schauspielerin Meryl Streep bei den Golden Globes am 8. Januar 2017. Bei der Verleihung der Grammys am 13. Februar 2017 solidarisierte sich Paris Jackson, die Tochter von Michael Jackson, mit dem Protest gegen die DAPl und lud das Publikum ein, sich daran zu beteiligen. Am 24. Februar 2017, einen Tag vor der Oscar-Verleihung, demonstrierten einige Hollywood-Stars in Beverly Hills bei einer Veranstaltung der United Talent Agency gegen Trumps Politik, besonders weil sein Einreiseverbot auch mögliche Preisträger betraf. Die Hauptrednerin Jodie Foster sagte: Egal wo man geboren sei, für wen man gestimmt habe und welcher Hautfarbe man sei, sobald die Bürgerrechte angegriffen würden, sei die Zeit zum Widerstehen gekommen. Originalwortlaut:

„We know the first attack on democracy is an assault on free expression and civil liberties and this relentless war on truth. Unfortunately, it’s too familiar because history repeats itself. No matter where you're born and no matter who you voted for, red or blue, whether you're white, black or brown and all the colours of the identity rainbow - this is our time to resist.“

Einen musikalischen Protest gegen Donald Trump stellt das von Autor Dave Eggers initiierte Projekt 1,000 Days, 1,000 Songs dar, das am 10. Oktober 2016 als 30 Days, 30 Songs startete, mit dem Ziel, bis zur Wahl täglich ein Lied für ein „Trump-freies Amerika“ zu veröffentlichen. Mit der Inauguration Trumps wurde das Projekt auf die Dauer seiner Amtszeit ausgeweitet. Ein ähnliches Ziel verfolgt die vom Independent-Label Secretly Canadian herausgebrachte Playlist Our First 100 Days. Weitere musikalische Proteste gegen den Republikaner lieferten etwa die Rapper YG und Nipsey Hussle im März 2016 mit ihrer Single FDT, Moby, der einen Tag vor der Amtseinführung Trumps den Track Erupt & Matter veröffentlichte, oder Fiona Apple mit ihrem für den Women’s March geschriebenen Tiny Hands.

### Medien und Software
Trump hatte schon im Wahlkampf wiederholt Medien angegriffen, Reporter verspottet, bedroht, nachgeäfft, nach seinem Wahlsieg erwogen, die Büros des White House Press Corps zu kündigen und regelmäßige Pressekonferenzen abzuschaffen, den Sender CNN als Fake News bezeichnet und Fragen verweigert. Daraufhin schrieb ihm das Pressekorps am 17. Januar 2017 einen offenen Brief: Man werde seine Regierungsarbeit umso intensiver beobachten und darüber berichten. Falls er eine Nachrichtenkontrolle einrichte, werde man wie schon im Vorwahlkampf andere Quellen für die nötigen Informationen finden und sich dazu vernetzen. Falls er einzelne Reporter niederbrülle, werde er sich einer solidarischen Front gegenübersehen. Die Washington Post kündigte am 9. Januar 2017 die Bildung eines Rapid Response Investigations Team an, das Trumps Aussagen sofort prüfen und ihnen gegebenenfalls widersprechen soll. Die New York Times investierte trotz Budgetkürzungen fünf Millionen Dollar in ihre Berichterstattung über Trumps Regierung.
Protestaktionen gegen Trump werden meist über soziale Medien organisiert. Von zahlreichen Hashtags auf Twitter entwickelte sich #Resist vor #Resist Trump und #TheResistance bis Anfang Februar 2017 zum meistbenutzten Kürzel der Protestbewegung. Es wurde auch durch ein Greenpeace-Banner vor dem Weißen Haus bei Trumps Amtseinführung populär. Der National Park Service der USA nutzte Twitter, um die von Trump angeordnete Schließung seiner Webseiten über Umweltschäden zu unterlaufen. Als Trump auch den Twitteraccount schließen ließ, lieferten einzelne Parks und Parkangestellte die fraglichen Informationen mit eigenen Tweets.
Mitarbeiter der Obama-Regierung und des Wahlkampfteams von Hillary Clinton gründeten Nachrichtenwebseiten gegen Trump wie Shareblue von David Brock und Crooked Media sowie die Radiosendung Pod-Save-America von Jon Favreau.
Media Matters ist eine Initiative von Journalisten gegen Desinformation in Medien. Sie wollen Fake News der Alt-Right nicht nur korrigieren und neutralisieren, sondern auch der Normalisierung derer Ideen widerstehen und die als zu kritiklos eingestufte Haltung vieler Mainstreammedien verändern. Sie starteten im Januar 2017 eine Petition an die White House Correspondents’ Association, auf Trumps gezielte Herabsetzungen bestimmter Medien (blacklisting) entweder mit gesteigerten Nachfragen oder geschlossenen Boykotts seiner Pressekonferenzen zu reagieren.
Entwickler der Software-Industrie erfanden Produkte, um Trumps Tweets gegen ihn zu nutzen. Zum Beispiel registriert der von der Firma GitHub vertriebene Twitter-Bot @Trump2Cash Firmennamen, die Trump erwähnt, und simuliert einen Fonds, der die betroffenen Firmenaktien abstößt oder ankauft. Der Erfinder ermutigt Benutzer, die damit Gewinne erzielen, diese an gemeinnützige Nichtregierungsorganisationen wie die ACLU, das National Resources Defense Council und Planned Parenthood zu spenden. Die anonymen Twitterkonten @MatureTrumpTwts und @PresidentialTrump formulieren Trumps Tweets in eine rationale, vernünftige Sprache um, um dem Verfall ziviler Umgangsformen durch seine Pöbeleien entgegenzutreten. Ein Programmierer erfand einen online-Druckknopf, der bei jedem Klick automatisch fünf Dollar an die ACLU spendet. Er veröffentlichte das Script, so dass jeder diesen Knopf in seine Webseite einbauen kann. Drei Tage später hatte Planned Parenthood einen gleichartigen Knopf.
Seit 8. November 2016 veranstalten Softwareentwickler um Jesse Pickard (Elevate Labs) regelmäßige „Hackathons“, wo sie neue Internetprogramme für effektiven Widerstand gegen Trumps Regierung erfinden und vorführen. Das beim ersten Treffen vorgestellte Programm HelloGov erleichtert es einflussreichen Bloggern und ihren Anhängern, politische Amtsträger ihrer Region anzurufen. Beim dritten Treffen wurde eine App von Facebook gehackt und der Messenger Second Opinion vorgestellt: Er bewertet über Facebook verbreitete rechte Fake News und findet rasch solide Quellen mit Gegeninformationen. Die Plattform Stand Up verweist Unterzeichner von politisch meist folgenlosen online-Petitionen und Autoren von Facebookaufsätzen auf effektiven Protest ihrer Region, etwa koordinierte Telefonanrufe und Besuche von Abgeordnetenbüros. Das Programm BotArmy formt das eigene Twitterkonto für je 24 Stunden in einen Bot um, der auf rechte Fakenews mit massenhaften Fakenews von Links reagiert. Die Erfinderin erklärte, die Menge rechter Fake News sei nicht nur mit Vernunft, Transparenz und seriösen Gegenartikeln zu stoppen, sondern man müsse die Urheber mit ihren eigenen Waffen schlagen. Beim Testlauf wurden bereits tausende falsche Tweets versandt. Das absichtliche Verbreiten von Falschbehauptungen ist jedoch umstritten. Als zukunftsweisend gelten Erfindungen von Frauen, die nicht nur bei meist jungen weißen männlichen Nerds ankommen. Weitere Hackathons sind für April 2017 geplant.

### Wissenschaft
Im Wahlkampf hatte Trump den menschengemachten Klimawandel als Schwindel zur Schwächung der US-Wirtschaft bezeichnet, den Abbau von Umweltschutzgesetzen und Mittelkürzungen im Umweltbereich angekündigt. Als neuen Chef der Environmental Protection Agency (EPA) nominierte er erfolgreich den EPA-Gegner Scott Pruitt. Wenige Tage nach Amtsantritt befahl Trump der EPA, den Nationalparks der USA und weiteren Umweltbehörden, alle Informationen über die globale Erwärmung und Emissionen von ihren Webseiten zu löschen, und verbot deren Mitarbeitern die Kommunikation über soziale Medien. Diese Schritte wurden weithin als Beginn einer wissenschaftsfeindlichen Politik verstanden und lösten starke Befürchtungen unter Wissenschaftlern aus. Diese versuchen zunächst, die wichtigsten jahrelang erarbeiteten EPA-Daten vor möglichem Zugriff der Regierung zu sichern, und richteten dazu geschützte Webseiten ein. Rasch entstanden viele anonyme Konten auf Twitter, über die Behördenmitarbeiter anonym Informationen austauschten. Die Union of Concerned Scientists richtete sichere Kanäle für die anonyme Weitergabe von Dokumenten von Forschern ein.
Auf der weltweit größten Wissenschaftskonferenz der American Association for the Advancement of Science (AAAS) am 18./19. Februar 2017 in Boston waren Ignoranz, Verschweigen, Manipulieren, Verdrängen und Leugnen wissenschaftlicher Erkenntnisse seitens der Trump-Regierung und der mögliche Widerstand und Protest dagegen ein Hauptthema. Im Anschluss an die Konferenz demonstrierten Tausende gegen Trumps wissenschaftsfeindliche Politik. Der Protest gilt als Vorlauf zu einem geplanten internationalen Wissenschaftlermarsch.

#### Science March

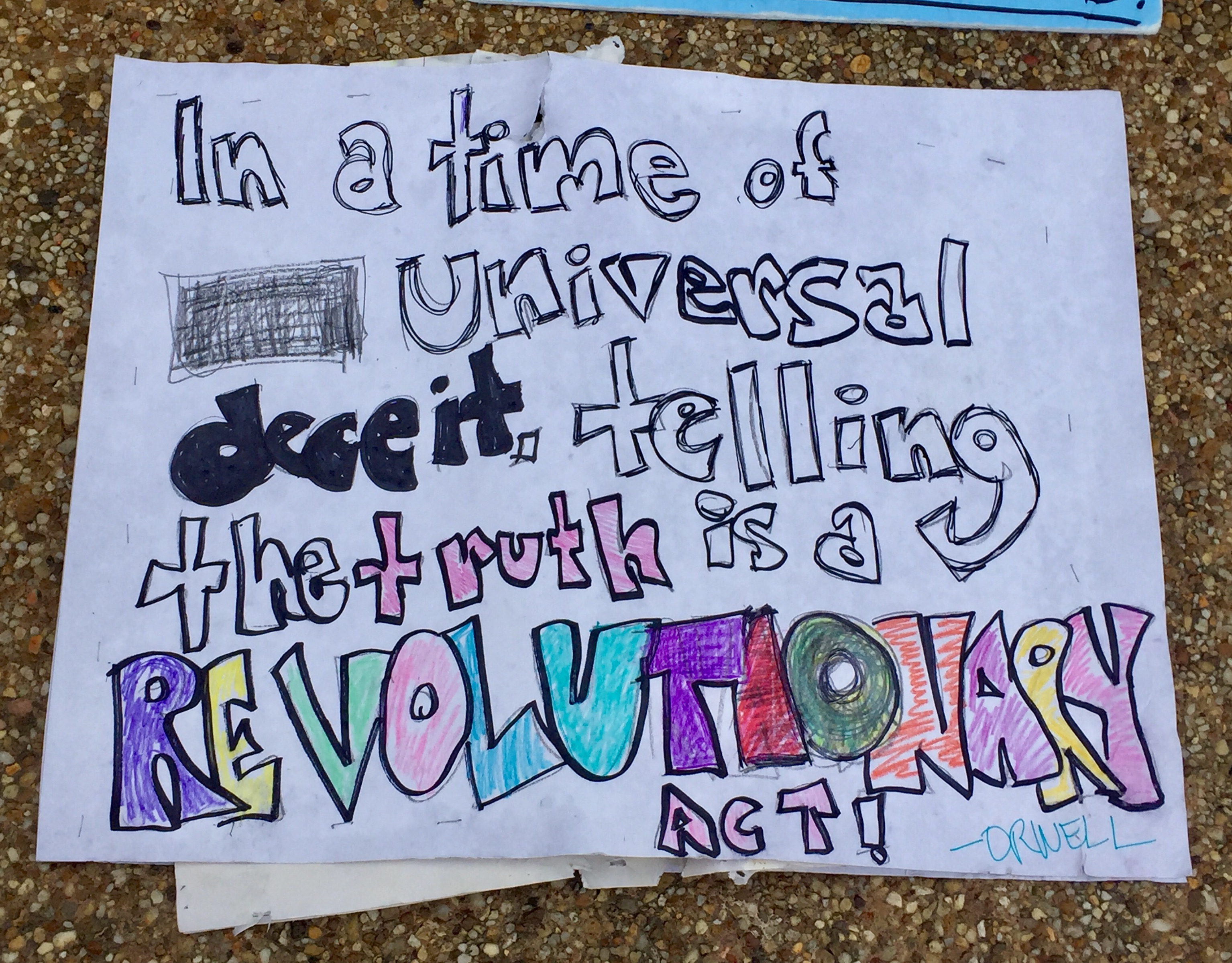
Protestplakat zum March for Science 2017 in Washington, D.C.:
In a time of universal deceit, telling the truth is a revolutionary act!
(„In Zeiten universellen Betrugs ist es ein revolutionärer Akt, die Wahrheit zu sagen!“)

Am 22. April 2017, dem Tag der Erde, organisierten Klimaforscher und andere Wissenschaftler für Washington D.C. einen March for Science („Marsch für die Wissenschaft“), hier erschienen ca. 40.000 Teilnehmer. Auch in vielen weiteren Städten der USA wurde zu diesem Anlass demonstriert, und international fand der „Marsch“ mit ca. 600 „Satellitenmärschen“ weltweit – darunter 22 auch in Deutschland – enorme Zustimmung, war jedoch auch teilweise umstritten. Die Veranstalter betonten, dass es nicht gegen Trump gehe, sondern gegen Wissenschaftsfeindlichkeit in der Gesellschaft, gegen die Erzeugung und Verwendung von „Alternativen Fakten“ mit der Etablierung einer „postfaktischen Politik“ und „für den Wert von Wissenschaft und Forschung als eine Lebensgrundlage unserer offenen und demokratischen Gesellschaft“.

### Climate March
Am 29. April, dem 100. Tag nach dem Amtsantritt Trumps gingen Tausende Menschen USA-weit auf die Straße. Auf dem Hauptmarsch in Washington D.C. demonstrierten ca. 15.000 Menschen, zudem gab es ähnliche Märsche in 300 weiteren Städten. Anlass für den „People’s Climate March“ waren Trumps Energie- und Klimapolitik: Trump hat mehrere bedeutende Umwelt- und Klimaschutzbestimmungen aufgehoben und starke Kürzungen für die US-Umweltschutzbehörde EPA und die u. a. in der Klimaforschung tätige National Oceanic and Atmospheric Administration angekündigt. Zudem strebt er eine Renaissance der Kohleverstromung sowie eine Ausweitung der Erdöl- und Gasförderung an. Die Vereinigten Staaten von Amerika kündigten Mitte 2017 als einziges Land der Erde ihren Austritt im Jahr 2020 aus dem Übereinkommen von Paris.

### Trump’s Tax Day

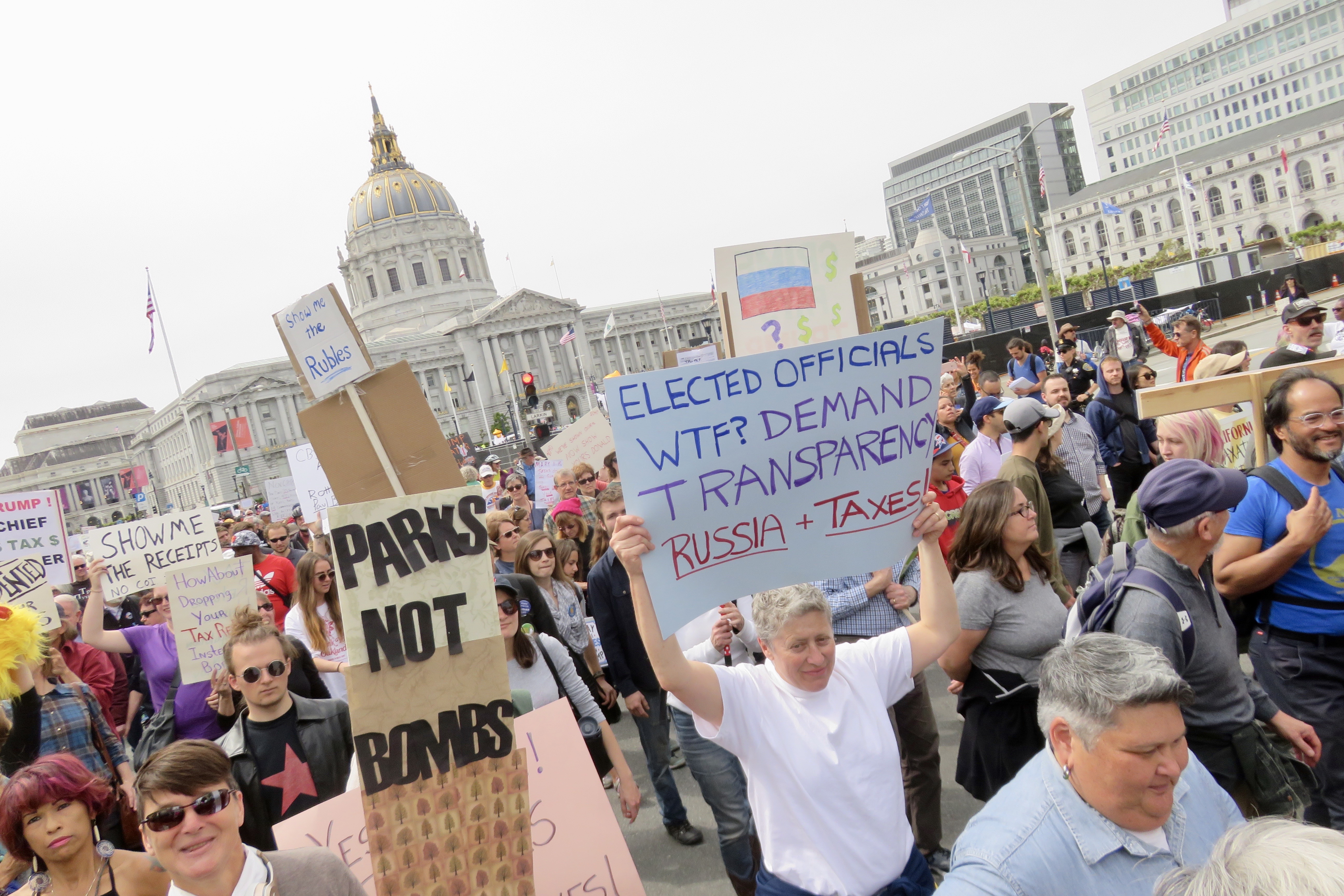
Proteste am 15. April 2015 für die Veröffentlichung von Trumps Steuererklärung (San Francisco)

Eine Petition an das Weiße Haus, Trump solle seine Steuerzahlungen veröffentlichen, erreichte zwischen 20. und 31. Januar 2017 über 500.000 Unterschriften (ein Rekord) und muss damit vom Weißen Haus beantwortet werden. Am 15. April 2017, dem jährlichen landesweiten Tax Freedom Day, fanden in insgesamt ca. 40 Städten der USA, unter anderem in Washington, Chicago, New York und Los Angeles Demonstrationen mit tausenden von Teilnehmern unter dem Motto Trump’s Tax Day statt, um Trump zum Aufdecken seiner Einkommensteuern zu bringen. Er ist der erste US-Präsident, der diese Bekanntgabe im Wahlkampf verweigert, darüber hinaus hat er Zusagen über eine spätere Bekanntgabe bisher nicht eingehalten. Im kalifornischen Berkeley kam zu Auseinandersetzungen zwischen Anhängern („Alt-Right-Vertretern“) und Gegnern Trumps, dabei wurden ca. 20 Personen festgenommen.

### Families belong together

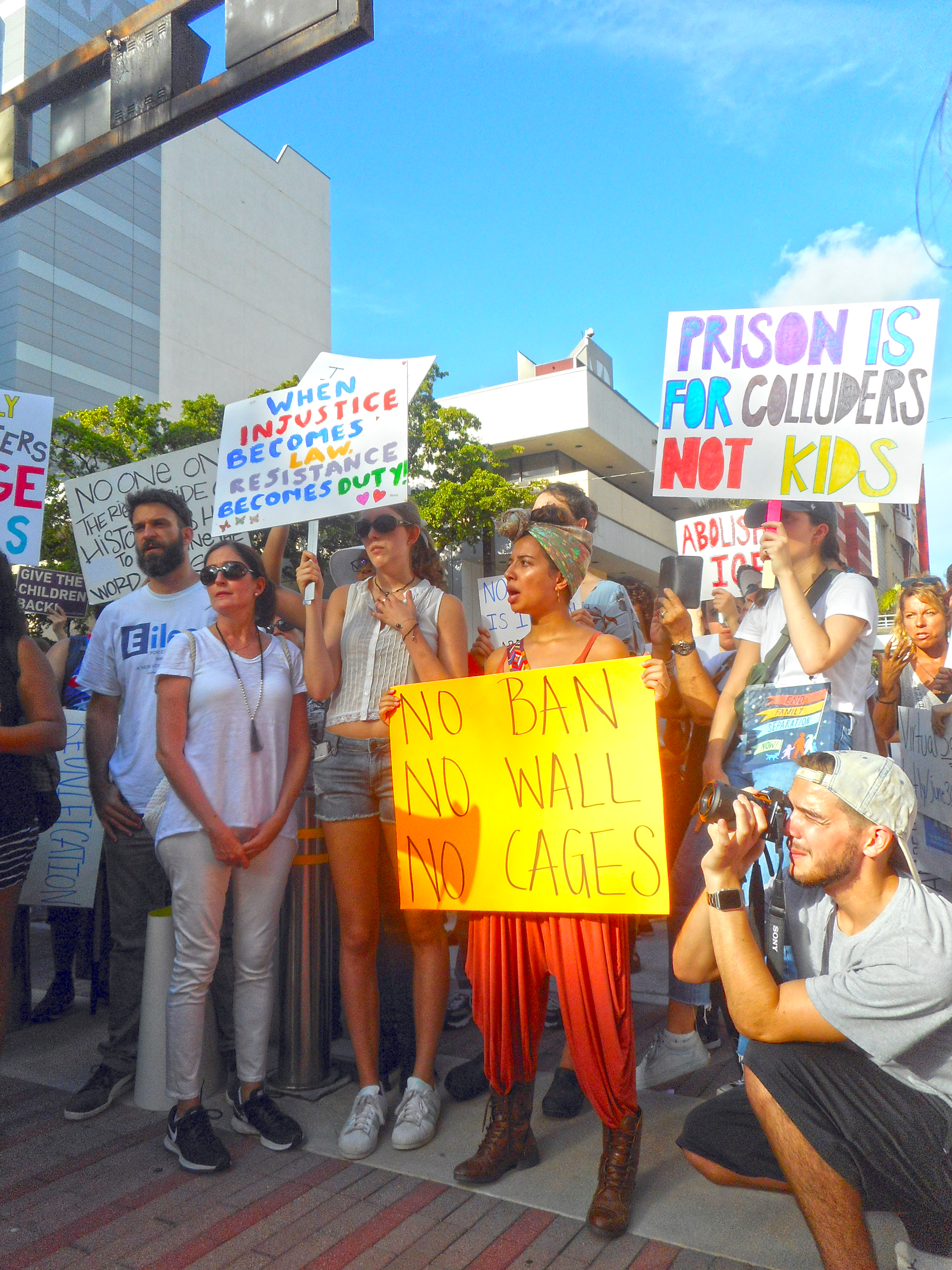
Protest gegen die Trennung von Familien „illegaler Einwanderer“
am 30. Juni 2018
(Miami Dade College, Miami, Florida)

Unter dem Motto „Familien gehören zusammen“ demonstrierten am 30. Juni 2018 im Rahmen von Protestmärschen US-weit in mehr als 750 Städten in allen 50 US-Bundesstaaten ca. 250.000 Menschen gegen die „Null-Toleranz“-Einwanderungs- und Grenzpolitik Donald Trumps, die u. a. an der Grenze zu Mexiko zur Trennung von über 2.000 Kindern „illegal eingereister“ Migrantenfamilien von ihren Eltern und ihrer anschließender Lager-Internierung durch die US-Einwanderungs- und Zollpolizei United States Immigration and Customs Enforcement (ICE) geführt hatte. Ausgerufen und organisiert wurden die Protestmärsche von der American Civil Liberties Union („Amerikanische Bürgerrechtsunion“), der Plattform MoveOn.org, der National Domestic Workers Alliance („Nationales Hausarbeits-Bündnis“) und der Leadership Conference of Women Religious, der Vereinigung US-amerikanischer Ordensfrauen in der römisch-katholischen Kirche.
Viele Protestierende trugen weiße Kleidung in der historischen Solidaritätsfarbe sozialer Proteste in den USA. Anführende waren u. a. demokratische Politiker und Hollywoodstars; bei der Washingtoner Zentral-Kundgebung versammelten sich über 35.000 Menschen am Weißen Haus und marschierten anschließend am Trump International Hotel vorbei zum US-Justizministerium, um dort ihre Protestschilder aufzuhäufen. Donald Trump äußerte sich zunächst nicht: im Vorfeld hatte er die Protestierenden per Tweet als „Linke“ abgetan; während der Proteste hielt er sich wie oft am Wochenende u. a. zum Golfen in seiner Residenz Mar-al-Lago in Florida auf, an dessen Zufahrtsstraße ebenfalls ca. 200 Menschen protestierten.

### Erfolge
Medien berichteten bis 7. Februar 2017 über folgende Erfolge der Protest- und Widerstandsaktivitäten: Die Abschaffung oder Machtbegrenzung des Ethik-Büros wurde gestoppt. Trumps Einreiseverbot wurde erst begrenzt, dann ausgesetzt. Die Bestätigung der von ihm nominierten Kabinettsmitglieder verzögerte sich erheblich, obwohl der Senat den Bestätigungsprozess erleichtert hatte. Republikaner hielten ihre Gesetzesentwürfe zur Privatisierung von Medicare und Staatsländereien zurück. Die beabsichtigte Aufhebung von Obamacare rief enormen Ärger hervor. Dieser Beispiele müsse sich die Protestbewegung trotz der zu erwartenden Fortschritte des Trumpismus dauerhaft bewusst bleiben.
Der Unternehmer Andrew Puzder, den Trump für das Amt des Arbeitsministers nominiert hatte, zog seine Kandidatur am 15. Februar 2017 ohne Begründung zurück. Puzder ist als entschiedener Mindestlohn- und Gewerkschaftsgegner sowie als Verfechter von Streikverboten bekannt. Amerikanische Gewerkschaftsführer und demokratische Politiker feierten seinen Rückzug als Erfolg ihrer kollektiven Proteste. Besonders die Service Employees International Union (SEIU) hatte im Rahmen ihrer Mindestlohn-Kampagne Fight for $15 dutzende landesweite Proteste gegen Puzder organisiert und betont, dass seine Nominierung Trumps Wahlversprechen für Arbeiter widerspreche.
Am 24. März 2017 zog Trump die Abstimmung über das neue Gesetz Trumpcare zurück, das Obamacare ersetzen sollte, weil Repräsentantenhaussprecher Paul Ryan dafür keine Mehrheit der Republikaner im Parlament sichern konnte. Er hatte die Demokraten nicht am Gesetzesentwurf beteiligt; diese hatten keine gemeinsame Ablehnung des Entwurfs beschlossen. Der Entwurf scheiterte am inneren Streit der Republikaner, so dass Trump ein zentrales Wahlversprechen nicht umsetzen konnte. Dazu trugen wesentlich die Bürgerproteste zum Erhalt von Obamacare in Wahlkreisen von Abgeordneten der Republikaner bei.

## Institutionalisierung
Die New York Times berichtete im Oktober 2017, inzwischen habe sich der Widerstand („resistance“) gegen Trump institutionalisiert; politische Komitees, Graswurzelbewegungen, Watchgroups im juristischen Bereich und profitorientierte Technologiefirmen hätten inzwischen außerhalb von Parteien eine eigene Infrastruktur geschaffen, die von politischen Großspendern unterhalten werde und die zukünftige Ausrichtung der Demokratischen Partei prägen könne. Laut einer Studie der Washington Post und der Kaiser Family Foundation engagierte sich von Anfang 2016 bis Ende 2017 ein Fünftel der US-Bürger bei Demonstrationen oder politischen Kundgebungen, 19 Prozent von ihnen zum ersten Mal (in den letzten Präsidentschaftswahlen hatten sich 40 Prozent der Wahlberechtigten nicht beteiligt, in den letzten Kongresswahlen 60 Prozent). Von diesen waren 70 Prozent kritisch gegenüber Trump. 44 Prozent waren 50 Jahre oder älter. 10 Prozent der Erwachsenen hatten sich in dieser Zeit Kundgebungen zu Trump angeschlossen, 6 Prozent für und 4 Prozent gegen seine Präsidentschaft. Der Geschichtsprofessor Michael Kazin bezeichnete die Ergebnisse dieser Umfrage als Beleg dafür, dass sich ein organisierter Widerstand gegen Trump ausgebildet habe, der vergleichbar sei mit der Protestbewegung gegen Lyndon B. Johnson in der zweiten Hälfte der 1960er Jahre.

## Andere Staaten
Trumps Wahlkampfslogan America First, mit dem er seine Ziele in seiner Einführungsrede zusammenfasste, wurde von dem Medienmogul und Nazi-Anhänger William Randolph Hearst aus den 1930er Jahren in den USA popularisiert. Er drückte damals innen- wie außenpolitisch einen Anspruch auf weiße Vorherrschaft aus. Der Slogan wurde auch vorher schon von den Präsidenten Woodrow Wilson und Warren Harding benutzt, ohne sich auf Rasse zu beziehen. Die Anti Defamation League forderte Trump erfolglos auf, den Slogan fallenzulassen. Bis zum 6. Februar 2017 erschienen Parodien auf den Slogan in Belgien, Dänemark, Deutschland, Litauen, Luxemburg, Südtirol, Marokko, den Niederlanden, Portugal und der Schweiz. Diese Videoclips preisen die Vorzüge des eigenen Landes mit rhetorischen Floskeln Trumps und bewerben sich um den „zweiten Platz“ nach den USA.
Am 21. Januar 2017 fanden weltweit hunderte Frauenmärsche wie in den USA statt, der größte mit etwa 100.000 Teilnehmern in London, weitere in Berlin, Paris, der Schweiz, Tschechien, Ungarn, Buenos Aires (Argentinien), Kapstadt (Südafrika), Mexiko-Stadt, Nairobi (Kenia), Neu-Delhi (Indien), Sydney (Australien). Gegen das Einreiseverbot kam es bis Ende Januar 2017 weltweit zu größeren Protesten, etwa in London, Manchester, Cardiff (Wales), Edinburgh (Schottland), Ottawa (Kanada) und Tokio (Japan). Am 4. Februar 2017 demonstrierten in London Zehntausende gegen Trumps Einreiseverbot und gegen die Einladung der Premierministerin Theresa May an ihn zu einem Staatsbesuch in Großbritannien. In Berlin demonstrierten am selben Tag etwa 1200 Menschen gegen das Einreiseverbot und die geplante Grenzmauer.
Am 10. Februar 2017, dem Jahrestag der Revolution von 1979, fand in Teheran (Iran) eine staatlich organisierte Großdemonstration gegen Trump und die USA statt. Hunderttausende beteiligten sich, darunter viele Soldaten und Polizisten. Banner dankten Trump, dass er das „wahre Gesicht“ der USA gezeigt habe. Zuvor hatte seine Regierung neue Sanktionen gegen den Iran verhängt und angedroht, den 2014 mit dem Iran vereinbarten Vertrag zur Begrenzung des iranischen Atomprogramms zu kündigen.
Am 12. Februar 2017 demonstrierten in 20 Großstädten Mexikos Zehntausende gegen Trumps Mauerbau, forderten Respekt und riefen zum Widerstand gegen seine Politik auf. Ein Bündnis von Universitäten, Bürgerrechtsgruppen und Unternehmerverbänden unterstützte diesen Protesttag.
Seit Trumps Wahlsieg erreichte die Zahl ausgewanderter US-Bürger einen Rekordstand. Diese beteiligten sich im Ausland an Protesten gegen Trump und organisierten Solidaritätsaktionen mit vom Einreiseverbot und Mittelstreichung für Planned Parenthood Betroffenen. Sie bildeten Initiativen wie die Alliance for an Inclusive America, Democrats Abroad und American Expats Organising Against Donald Trump in Japan, Mexiko und Berlin. Sie übernahmen zum Teil Ideen aus dem Indivisible Guide.
Seit 2017 veröffentlichten einige deutsche Medien Aufrufe zum „Widerstand“ gegen Trump, so die taz am 15. Januar und das Magazin Der Spiegel am 4. Februar im Editorial zu einem umstrittenen Cover-Bild.